# دايفيد هاريس (عالم حاسوب)
دايفيد هاريس (بالإنجليزية: David Harris)‏ (و. أغسطس 1961  م) هو عالم حاسوب، ومهندس نيوزلندي، ولد في دنيدن.